# Spongillidae
Los espogílidos (Spongillidae) son una familia de esponjas de agua dulce del orden Haplosclerida, comprende veinticuatro géneros. Es una familia no natural conformada por una grupación artificial de géneros.

## Géneros
- Anheteromeyenia Schröder, 1927.
- Corvoheteromeyenia Ezcurra de Drago, 1979.
- Corvospongilla Annandale, 1911.
- Dosilia Gray, 1867.
- Duosclera Reiswig e Ricciardi, 1993.
- Eospongilla Dunagan, 1999.
- Ephydatia Lamouroux, 1816.
- Eunapius Gray, 1867.
- Heteromeyenia Potts, 1881.
- Heterorotula Penney e Racek, 1968.
- Lutetiospongilla Ritcher e Wuttke, 1999.
- Nudospongilla Annandale, 1918.
- Pachyrotula Volkmer-Ribeiro e Rützler, 1997.
- Pectispongilla Annandale, 1909.
- Racekiela Bass e Volkmer-Ribeiro, 1998.
- Radiospongilla Penney e Racek, 1968.
- Sanidastra Volkmer-Ribeiro e Watanabe, 1983.
- Saturnospongilla Volkmer-Ribeiro, 1976.
- Spongilla Lamarck, 1816.
- Stratospongilla Annandale, 1909.
- Trochospongilla Vejdovsky, 1888.
- Tubella Carter, 1881.
- Umborotula Penney e Racek, 1968.
- Uruguayella Bonetto e Ezcurra de Drago, 1969.